# 味鋺駅
味鋺駅（あじまえき）は、愛知県名古屋市北区東味鋺二丁目にある、名古屋鉄道（名鉄）小牧線の駅である。駅番号はKM12。
名古屋市営地下鉄上飯田線に接続するため、当駅の南方から上飯田駅までは地下線となる。駅施設はかつては名鉄が所有していたが、上飯田連絡線の建設に伴い駅が新築されて以降は上飯田連絡線株式会社が所有している。

## 歴史
- 1931年（昭和6年）
  - 2月11日 - 名岐鉄道城北線の駅として開業する。
  - 4月29日 - 当駅を挟む上飯田駅 - 犬山駅間を大曽根線とし、新勝川駅 - 当駅間が勝川線として分離される。
- 1935年（昭和10年）8月1日 - 名岐鉄道と愛知電気鉄道が合併し名古屋鉄道が成立したことに伴い、同社の駅となる。
- 1937年（昭和12年）2月1日 - 勝川線が廃止される[3]。
- 1948年（昭和23年）11月1日以前 - 無人化[4]。
- 1963年（昭和38年）
  - 4月1日 - 駅員配置[5]（名鉄産業の味鋺代行駅[6]、無人化時期不明）。
  - 4月8日 - 駅ビル（鉄筋5階建、2階以上は社員寮および一般アパート）使用開始[7]。
- 1988年（昭和63年）9月28日 - 列車交換設備を新設する[8]。
- 1996年（平成8年） - 上飯田連絡線が着工される。
- 1997年（平成9年）2月8日 - 味美駅方に二子信号場が開設されたことに伴い、当駅の交換設備を撤去し構内配線が単線に戻る。
- 2003年（平成15年）3月27日 - 上飯田連絡線の開業とともに、現在の駅の営業を開始する。自動券売機、改札機、精算機を設置するとともに、トランパスの当駅における供用を開始する。
  - 前日までは現在地よりも南東に1面1線の仮線・仮設ホームが設置されていた。
- 2011年（平成23年）2月11日 - ICカード乗車券「manaca」のサービス開始とともに、当駅での供用を開始する。
- 2012年（平成24年）2月29日 - 「トランパス」のサービス終了に伴い、当駅での供用も終了する。
- 2018年（平成30年）10月1日 - 当駅より上飯田方面において敬老パス・福祉特別乗車券のチャージ利用による後日払い戻しサービスを開始[9]。

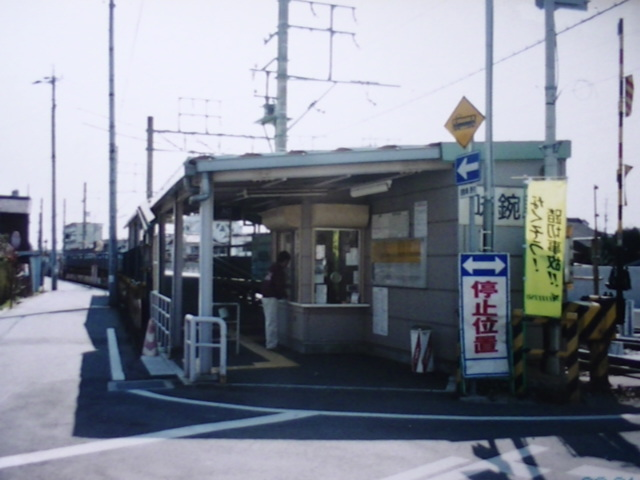
上飯田連絡線開業直前の仮駅舎（2003年3月）

## 駅構造
相対式2面2線ホームの橋上駅である。ホームの有効長は6両だが、通常は4両編成の列車しか停車しないため、犬山寄りの2両分は使用されていない。この駅と上飯田駅は名鉄が管轄しているが、上飯田連絡線所有のためか小牧線の他の駅とは異なり平安通方面が1番線、犬山方面が2番線になっている。
改札階から地上およびホーム階を結ぶ、改札内外兼用のエレベーターが設置されている。このエレベーターは、改札内から乗った場合には改札内に、改札外から乗った場合には改札外にしか開かない。
この駅を境に信号保安装置が犬山方面はATS、平安通方面はATCに切り替えられる。
| 番線 | 路線      | 方向 | 行先           |
| ---- | --------- | ---- | -------------- |
| 1    | KM 小牧線 | 上り | 平安通ゆき     |
| 2    | KM 小牧線 | 下り | 小牧・犬山方面 |

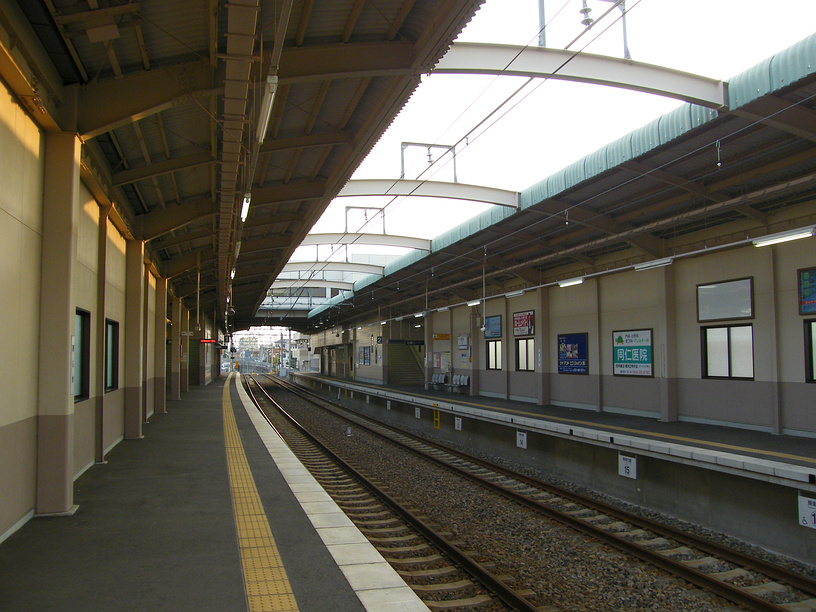
味鋺駅ホーム
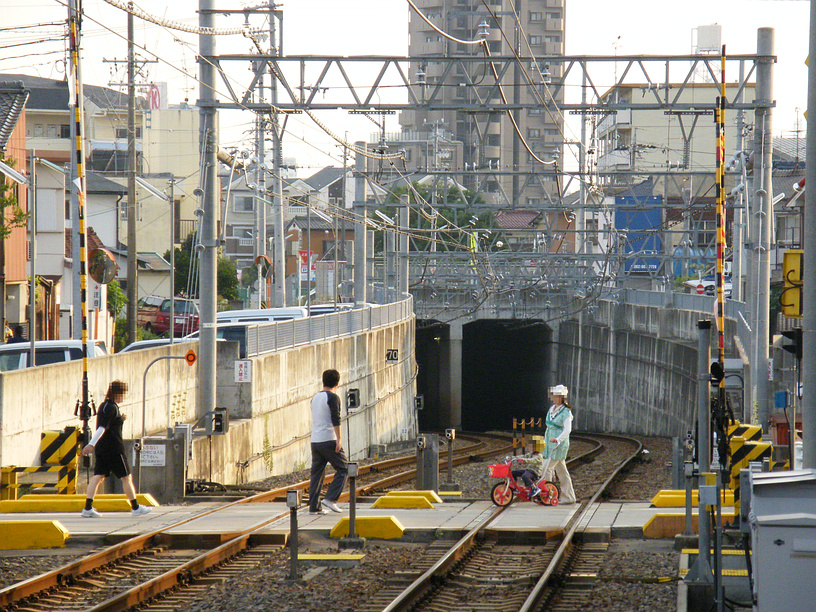
ホーム南端から地下区間入口（上飯田方面）を望む
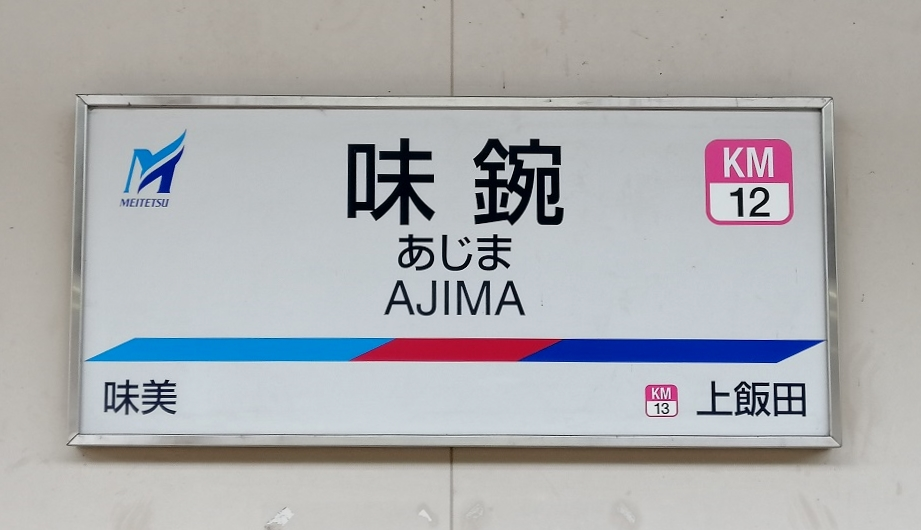
駅名標

### 配線図
| ← 上飯田・ 平安通方面 | 味鋺駅 構内配線略図 | → 小牧・ 犬山方面 |
| 凡例 出典:            |                     |                   |

## 利用状況
- 『名鉄120年：近20年のあゆみ』によると2013年度当時の1日平均乗降人員は4,035人であり、この値は名鉄全駅（275駅）中105位、小牧線（14駅）中5位であった[12]。
- 『名古屋鉄道百年史』によると1992年度当時の1日平均乗降人員は2,173人であり、この値は岐阜市内線均一運賃区間内各駅（岐阜市内線・田神線・美濃町線徹明町駅 - 琴塚駅間）を除く名鉄全駅（342駅）中167位、小牧線（14駅）中9位であった[13]。

『愛知県統計書』『愛知県統計年鑑』『小牧市統計年鑑』各号等によると、一日平均乗車人員および一日平均乗降人員の推移は以下の通りである。
| 年                 | 乗車人員 | 乗車人員 | 乗降人員 | 備考                            |
| 年                 | 総数     | 定期     | 乗降人員 | 備考                            |
| ------------------ | -------- | -------- | -------- | ------------------------------- |
| 1949（昭和24）年度 | *384     |          | *879     | 期間は1949年5月 - 1950年4月末   |
| 1950（昭和25）年度 | *392     |          | *841     | 期間は1949年11月 - 1950年10月末 |
| 1951（昭和26）年度 | *519     |          | *1096    | [ 16 ]                          |
| 1952（昭和27）年度 | 544      |          | 1104     | [ 17 ]                          |
| 1953（昭和28）年度 | 416      |          | 836      | [ 18 ]                          |
| 1954（昭和29）年度 | 490      |          | 980      | [ 19 ]                          |
| 1955（昭和30）年度 | 617      |          | 1228     | [ 20 ]                          |
| 1956（昭和31）年度 | 603      |          | 1206     | [ 21 ]                          |
| 1957（昭和32）年度 | 614      |          | 1228     | [ 22 ]                          |
| 1958（昭和33）年度 |          |          |          |                                 |
| 1959（昭和34）年度 |          |          |          |                                 |
| 1960（昭和35）年度 |          |          |          |                                 |
| 1961（昭和36）年度 |          |          |          |                                 |
| 1962（昭和37）年度 |          |          |          |                                 |
| 1963（昭和38）年度 |          |          |          |                                 |
| 1964（昭和39）年度 |          |          |          |                                 |
| 1965（昭和40）年度 |          |          |          |                                 |
| 1966（昭和41）年度 |          |          |          |                                 |
| 1967（昭和42）年度 |          |          |          |                                 |
| 1968（昭和43）年度 |          |          |          |                                 |
| 1969（昭和44）年度 |          |          |          |                                 |
| 1970（昭和45）年度 |          |          |          |                                 |
| 1971（昭和46）年度 |          |          |          |                                 |
| 1972（昭和47）年度 |          |          |          |                                 |
| 1973（昭和48）年度 |          |          |          |                                 |
| 1974（昭和49）年度 |          |          |          |                                 |
| 1975（昭和50）年度 |          |          |          |                                 |
| 1976（昭和51）年度 |          |          |          |                                 |
| 1977（昭和52）年度 |          |          |          |                                 |
| 1978（昭和53）年度 | 1329     | 791      |          | [ 23 ]                          |
| 1979（昭和54）年度 | 1247     | 737      |          | [ 24 ]                          |
| 1980（昭和55）年度 | 1233     | 730      |          | [ 25 ]                          |
| 1981（昭和56）年度 | 1218     | 737      |          | [ 26 ]                          |
| 1982（昭和57）年度 | 1225     | 729      |          | [ 27 ]                          |
| 1983（昭和58）年度 | 1179     | 696      |          | [ 28 ]                          |
| 1984（昭和59）年度 | 1178     | 671      |          | [ 29 ]                          |
| 1985（昭和60）年度 | 1168     | 651      |          | [ 30 ]                          |
| 1986（昭和61）年度 | 1164     | 648      |          | [ 31 ]                          |
| 1987（昭和62）年度 | 1147     | 633      |          | [ 32 ]                          |
| 1988（昭和63）年度 | 1094     | 596      | 2164     | [ 33 ]                          |
| 1989（平成元）年度 | 1082     | 589      | 2142     | [ 34 ]                          |
| 1990（平成02）年度 | 1076     | 602      | 2128     | [ 35 ]                          |
| 1991（平成03）年度 | 1128     | 628      | 2235     | [ 36 ]                          |
| 1992（平成04）年度 | 1097     | 609      | 2173     | [ 37 ]                          |
| 1993（平成05）年度 | 1020     | 541      | 2025     | [ 38 ]                          |
| 1994（平成06）年度 | 956      | 501      | 1898     | [ 39 ]                          |
| 1995（平成07）年度 | 888      | 448      | 1763     | [ 40 ]                          |
| 1996（平成08）年度 | 826      | 401      | 1640     | [ 41 ]                          |
| 1997（平成09）年度 | 786      | 375      | 1560     | [ 42 ]                          |
| 1998（平成10）年度 | 731      | 372      | 1454     | [ 43 ]                          |
| 1999（平成11）年度 | 723      | 392      | 1439     | [ 44 ]                          |
| 2000（平成12）年度 | 686      | 372      | 1366     | [ 45 ]                          |
| 2001（平成13）年度 | 632      | 340      | 1260     | [ 46 ]                          |
| 2002（平成14）年度 | 625      | 323      | 1244     | 2003年3月27日地下鉄上飯田線開業 |
| 2003（平成15）年度 | 1199     | 513      | 2406     | [ 48 ]                          |
| 2004（平成16）年度 | 1559     | 817      | 3107     | [ 49 ]                          |
| 2005（平成17）年度 | 1736     | 974      | 3451     | [ 50 ]                          |
| 2006（平成18）年度 | 1798     | 1041     | 3573     | [ 51 ]                          |
| 2007（平成19）年度 | 1854     | 1080     | 3688     | [ 52 ]                          |
| 2008（平成20）年度 | 1920     | 1151     | 3814     | [ 53 ]                          |
| 2009（平成21）年度 | 1896     | 1154     | 3766     | [ 54 ]                          |
| 2010（平成22）年度 | 1958     | 1219     | 3895     | [ 55 ]                          |
| 2011（平成23）年度 | 1960     | 1249     | 3881     | [ 56 ]                          |
| 2012（平成24）年度 | 1953     | 1387     | 3876     | [ 57 ]                          |
| 2013（平成25）年度 | 2031     | 1343     | 4035     | [ 58 ]                          |
| 2014（平成26）年度 | 2061     | 1387     | 4097     | [ 59 ]                          |
| 2015（平成27）年度 | 2151     | 1468     | 4282     | [ 60 ]                          |
| 2016（平成28）年度 | 2147     | 1471     | 4268     | [ 61 ]                          |
| 2017（平成29）年度 | 2226     | 1549     | 4417     | [ 62 ]                          |
| 2018（平成30）年度 | 2188     | 1507     | 4351     | [ 63 ]                          |
| 2019（令和元）年度 | 2186     | 1512     | 4350     | [ 64 ]                          |
| 2020（令和02）年度 | 1816     | 1317     | 3616     | [ 65 ]                          |
| 2021（令和03）年度 |          |          | 3662     | [ 66 ]                          |

* 千人単位からの概算値
上飯田連絡線の開業以降は飛躍的に増加した。

## 駅周辺
小さなロータリーはあるが、名古屋市営バス・名鉄バス等の路線バスの乗り入れはない。かつては名古屋市営バスが付近まで乗り入れていたが、上飯田連絡線の開業により乗り入れはなくなった。なお、市営バスの最寄バス停は駅から600mほど離れた水分橋または水分橋（南）である。
上飯田連絡線建設開始以前は小規模な商店が集まった大型の商業施設も見られたが、近年は一部を除き閉店している。

### 主な施設
- 名春中央病院
- 新地蔵川 : 当駅北方で渡る河川。二子信号場設置時、複線橋梁に架け替え。
- 二子山古墳
- 愛知県道102号名古屋犬山線（木曽街道）
- 二子山線（春日井市の市道の通称名）
- 味鋺神社
- JR東海交通事業城北線味美駅

## 隣の駅
名古屋鉄道
KM 小牧線
上飯田駅 (KM13) - 味鋺駅 (KM12) - 味美駅 (KM11)